# Maimak
Maimak ist ein Dorf im Nordwesten Kirgisistans.

## Geographie
Maimak liegt im kleinsten Gebiet Kirgistans, dem Oblus Talas, und ist weiterhin dem Rajon Aitmatow unterstellt. Das Dorf liegt direkt an der Grenze zwischen Kirgisistan und Kasachstan. Die Grenze wird hier durch den Grenzfluss Assa definiert. Die Turksib überquert hier die Grenze und fährt kurz auf kirgisischen Gebiet, bevor sie wieder nach Kasachstan führt. Die Bahnstrecke wird von der Kasachstan Temir Scholy betrieben und hält in Maimak. Der Bahnhof ist Ursache für regelmäßige Debatten. Über ihn werden zahlreiche Güter importiert, jedoch beklagen Anwohner regelmäßig, dass die Regierung dem hinderlich sei.

## Geschichte
Der Ort erhielt 1950 den Status einer Siedlung städtischen Typs, wurde aber 2012 wieder zu einem Dorf degradiert.

### Historische Bevölkerungsentwicklung
| Jahr | Einwohnerzahl |
| ---- | ------------- |
| 1970 | 429           |
| 1979 | 423           |
| 1989 | 933           |
| 1999 | 882           |
| 2009 | 887           |
| 2021 | 827           |

Quellen: